# コエステーション
コエステーション（英：coestation）は、株式会社エーアイが提供する音声合成プラットフォームである。「コエステ」と呼称されることが多い。2023年8月まではコエステ株式会社（同年9月1日に株式会社エーアイに吸収合併）が運営していた。

## 概説
コエステーションは、音声合成を使った声の権利化・流通プラットフォームで、ある人の声の特徴をもった声の分身＝「コエ」を生成することで、そのコエを使ってテキストを読み上げることができるようにする。一般人から有名人まで広くコエを集め、音声を使ったさまざまなサービスで活用できるようにしている。
一般ユーザー向けには専用のスマホアプリが提供されており、ユーザー自身でスマートフォンを使って自分のコエ（デジタルボイス）を登録することが出来る。
タレントや声優などの有名人のコエは、ビジネスユースが前提となるため、さらに高品質にする必要があり、通常、防音スタジオで声の特徴学習のための音声収録を行う。約300～400文ほどの文章を読み上げて、時間としては1～3時間ほど要するのが一般的である。
このようにして一般人から有名人まで多種多様なコエを収集・蓄積する。そして様々なサービス企業に、音声合成ツールとコエの利用権をセットで提供する仕組みがコエステーションである。
サービス企業がコエステーションの音声合成サービスを利用する場合、ツール利用料とコエ利用料を支払う。有名人のコエが利用された場合、その声主（コエの権利者）にもコエの利用に見合ったギャランティが支払われるエコシステムになっている。

## コエステーションの法人向け音声合成サービス
コエステーションではサービス企業に対し、様々なビジネス・サービス形態に適した音声合成ツールを提供している。
エディター
人手で音声合成コンテンツを制作・編集するためのツール。喜び・怒り・哀しみ等の感情表現や、ピッチ、話速等、簡単な画面操作で細かい作り込みが出来る。完成した音声は、mp3やwavなどの形式の音声ファイルとしてダウンロードして利用することが可能である。
Web API
リアルタイムに音声合成処理が必要な場合に利用するツール。音声チャットボットや毎日情報が変わる天気予報の読み上げ等、あらかじめ音声を作り置き出来ず、都度、音声合成が必要な場合に利用するREST APIで、コエと読み上げさせたいテキストを指定してリクエストすると、コエステーションのクラウドサーバーで音声合成処理が行われ、生成された音声データがリアルタイムに取得出来る。
エディターやWeb APIで生成した合成音声だけでなく、収録音声（生声）と組み合わせてハイブリッドに利用することも可能である。例えば、大事なキメ台詞だけは収録音声を使うことで臨場感をより向上させるといった使い方が為されている。
通常は、このエディターとWeb APIのツールを利用するが、ネットワークに繋がらない環境の場合や、音声合成回数が膨大過ぎてWeb APIではサーバーコストが掛かり過ぎてしまうような場合には、組込用ミドルウェアも提供されている。

## コエステーションの個人向け音声合成サービス
コエステーションでは個人向けに、さまざまな音声合成サービスを提供している。コエステが独自に直接個人向けに提供しているサービスと、コエステが技術提供する形で他企業から個人に提供しているサービスに分かれており、いずれも順次その数を増やしている。以下はコエステが独自に提供するサービスの代表例となっている。

### １．スマホアプリ「コエステーション」
コエステが独自に提供する個人向けサービスの代表格で、iOS対応のスマートフォン向け無料アプリ。大きく分けて以下の2つの手順で音声合成される。

#### 「コエ」が生成されデータベースに登録される
ユーザーが本アプリを使って指定の文章を順番に読み上げていくと、コエステーションのクラウドサーバーに音声がアップロードされ、ユーザーの声の特徴が学習される。その特徴をもった声の素である「コエ」が生成されデータベースに登録されると、そのコエで好きなテキスト(文字)の読み上げを行うことができるようになる。読み上げる文章の数に応じてコエのレベルが5段階まで設定されており、レベルが高いほど当人により近いコエになる(200文読み上げればレベル５になる)。

#### 指定のテキストで合成音声が再生される
ユーザーがテキストを入力し音声合成ボタンを押すと、コエステーションのクラウドサーバーで当該ユーザーのコエを適用して音声合成処理が行われ、生成された合成音声が再生される。SNS（ソーシャルネットワーキングサービス）で、生成された合成音声を投稿することも可能である。読み上げるコエは年齢や明るさなどを細かく調整することができる。

### ２．デジタルボイス・プレミアム
個人向けには通常スマホアプリ「コエステーション」が提供されるが、本サービスは自分の声をさまざまな分野で広く活用したい、もしくは病気などの事由で今の声を残しておきたいと考える個人向けに、エイベックスのスタジオで収録する音源を使い、プロによる細かい調整を入れることで、高品質な音声合成が作成できるプレミアムサービスとなっている。

## 利用可能なコエの種類
コエステーションで利用出来るコエには、有名人などの公式コエと、一般ユーザーが専用のスマホアプリで自ら登録した一般コエがあり、コエステーションの音声合成ツールは、コエとセットで利用する。
公式コエの場合、通常、声主は芸能事務所等である。ビジネスユーザーから公式コエを利用したいという依頼を受けた場合、声主にその依頼内容が伝えられ、用途や料金、条件等の調整が行われる。折り合いがついたら、契約に基づいてビジネスユーザーが利用可能になる。コエの利用料に関しては、あらかじめ取り決めたルールに則って、声主にもその一部が支払われる。コエの利用料は、用途やビジネスユーザーの希望に応じて、月額制や一括支払い、レベニューシェアなど、様々な形態がとれるようになっている。
ビジネスユーザーが一般コエを利用する場合には、アカウント連携サービス、 一般コエ募集サービス、 一般コエリクエストサービスのいずれかを利用する。
アカウント連携サービスの場合、ビジネスユーザー側のサービスで、コエステーションのIDとパスワードを入力する画面を表示出来るように実装する。一般ユーザー本人が、ビジネスユーザー側のサービスで、コエステーションと連携するための操作を行い、コエステーションのIDとパスワードを入力し、コエステーション側で認証されると、ビジネスユーザー側のサービスに、当該一般ユーザーのコエを利用するためのアクセストークンが発行され、そのコエがそちらのサービスで利用出来るようになる。これによって、例えばSNSのメッセージを送信者本人のコエで読み上げる、プレーヤー本人のコエで喋るキャラクターがゲームで使える等といったことが実現可能になる。
また、コエシェア機能によって利用を許可されている家族や友人等のコエもアカウント連携先で利用することが出来るので、例えば、恋人のコエで毎朝起こしてくれる目覚ましサービスや、孫のコエで毎日の定時安否確認の連絡をしてくれる高齢者向けサービス等を実現することが可能になる。
一般コエ募集サービスの場合、コエステーションのスマホアプリで一般ユーザーに対してコエ利用を募集することが可能で、応募（許可）された一般ユーザーのコエを提示した利用範囲の中で利用することが出来る。例えば、朝のニュース番組で毎日違う視聴者のコエを選んで天気情報コーナーのアナウンス音声として使う、アニメーションの新キャラクターのコエを一般から募集するなど、色々な活用が考えられる。
不特定多数の一般ユーザーに広く募集する一般コエ募集サービスに対して、一般コエリクエストサービスの場合、特定の一般ユーザーにコエ利用のリクエストをすることが出来る。例えば店長のコエで店内放送を流したいといった場合に、店長があらかじめコエステーションの一般ユーザー向けスマホアプリで自身のコエを登録しておき、一般コエリクエストの承認手続きを踏むことで、エディターやWeb APIといった法人向け音声合成ツールでそのコエを利用することが可能になる。